# TOKIO (TOKIOのアルバム)
『TOKIO』（トキオ）は、1994年11月21日にSony Recordsよりリリースされた、TOKIOの1作目のアルバム。

## 概要
TOKIOにとって初めてのオリジナルアルバムであり、約20万枚を記録し、自身最高の売上を記録したアルバム。
デビューシングル「LOVE YOU ONLY」と、カップリング曲「時代をよろしく!」が収録されており、収録曲の「明日の君を守りたい 〜YAMATO2520〜」が1994年12月12日にシングルカットされて発売された。

## 批評
| 専門評論家によるレビュー | 専門評論家によるレビュー |
| レビュー・スコア         | レビュー・スコア         |
| 出典                     | 評価                     |
| ------------------------ | ------------------------ |
| CDジャーナル             | 肯定的                   |

CDジャーナルは、「バンドという姿勢を取ってるとはいえ基本的にはアイドル的なノリが強いが、親しみやすくもクオリティの高い楽曲には感心させられる面も。楽曲の音質やアレンジ面は非常に質が高く奥深い。」と肯定的に評価している。

## 収録曲
| #         | タイトル                                                      | 作詞                | 作曲         | 編曲      | 時間  |
| --------- | ------------------------------------------------------------- | ------------------- | ------------ | --------- | ----- |
| 1.        | 「LOVE YOU ONLY」                                             | 工藤哲雄            | 都志見隆     | 西脇辰弥  | 3:56  |
| 2.        | 「こんなに愛してるのに」                                      | 工藤哲雄            | 都志見隆     | 白井良明  | 4:20  |
| 3.        | 「恋のカリキュラマシーン」                                    | ローリー寺西        | ローリー寺西 | 白井良明  | 4:10  |
| 4.        | 「シェリー・アムール」                                        | 日比野そら          | 青木秀樹     | 白井良明  | 4:38  |
| 5.        | 「明日の君を守りたい 〜YAMATO2520〜」(アルバム・ヴァージョン) | 工藤哲雄            | 都志見隆     | 白井良明  | 5:31  |
| 6.        | 「ロマンチストは傷つかない」                                  | 康珍化              | 青木秀樹     | 白井良明  | 3:19  |
| 7.        | 「素顔のままでアイ・ラヴ・ユー」                              | 工藤哲雄            | 都志見隆     | 西脇辰弥  | 3:53  |
| 8.        | 「史上最大のクレイジー・ラヴ」                                | 康珍化              | 青木秀樹     | 白井良明  | 3:46  |
| 9.        | 「White X'max Eve」                                           | 工藤哲雄            | 都志見隆     | 白井良明  | 6:15  |
| 10.       | 「時代をよろしく!」                                           | 城島茂 & 山田ひろし | 西脇辰弥     | 西脇辰弥  | 3:58  |
| 合計時間: | 合計時間:                                                     | 合計時間:           | 合計時間:    | 合計時間: | 43:46 |

## 楽曲解説
1. LOVE YOU ONLY
  - 1stシングル
2. こんなに愛してるのに
3. 恋のカリキュラマシーン
4. シェリー・アムール
5. 明日の君を守りたい 〜YAMATO2520〜 (アルバム・ヴァージョン)
  - 2ndシングルのアルバム・ヴァージョン
6. ロマンチストは傷つかない
7. 素顔のままでアイ・ラヴ・ユー
8. 史上最大のクレイジー・ラヴ
9. White X'mas Eve
10. 時代をよろしく!
  - 1stシングルカップリング

## メディアでの使用
| #  | 曲名                | タイアップ                                                              | 出典  |
| -- | ------------------- | ----------------------------------------------------------------------- | ----- |
| 1  | 「LOVE YOU ONLY」   | フジテレビ系アニメ『ツヨシしっかりしなさい』オープニングテーマ          | [ 5 ] |
| 10 | 「時代をよろしく!」 | ABCテレビ・テレビ朝日系ドラマ『八神くんの家庭の事情』エンディングテーマ | [ 6 ] |

## 参加ミュージシャン

### TOKIO
- Vocal：長瀬智也
- Guitar：城島茂
- Bass：山口達也
- Keyboards：国分太一
- Drums：松岡昌宏

## 映像作品
こんなに愛してるのに
- TOKIO CONCERT TOUR 1996 風になって（FC限定）

恋のカリキュラマシーン
- TOKIO FIRST LIVE VIDEO 〜BAD BOYS BOUND '95〜
- TOKIO 10th anniversary LIVE 2004

史上最大のクレイジー・ラヴ
- TOKIO 10th anniversary LIVE 2004

White X'mas Eve
- TOKIO LIVE 1997 + SPECIAL BONUS TRACK 1998
  - アカペラで披露。